# دارچین‌سرها
دارچین‌سرها (نام علمی: Cephalocassis) نام یک سرده از خانواده گربه‌ماهیان دریایی است.